# جهاز الرصد الثوري
جهاز الرصد الثوري أو مفوضية الرصد الثوري، هو جهاز عسكري أنشأته حركة التحرير الوطني الفلسطيني في أواخر عام 1967، كان أول جهاز أمني فلسطيني متكامل. يهدف لخدمة أهداف حركة فتح والثورة الفلسطينية خلال الأعوام 1968-1971.
ترأسه صلاح خلف "أبو إياد" عضو اللجنة المركزية لحركة فتح، وعمل الجهاز على إعداد وتدريب الكوادر الأمنية، واستثمر الكادر التنظيمي في العمل الأمني، وبنى علاقات متميزة مع عدد من الدول العربية.

## بداياته
تدرب معظم كوادر رئاسة أجهزة فتح في الدورة الاستخباراتية الأولى في مصر عام 1968، وكان من أهمهم: علي حسن سلامة، عاطف بسيسو، فخري العمري، مريد الدجاني ومجيد الآغا. وبذات الوقت تم إنشاء جهاز استخباري فلسطيني بدائي في دمشق برئاسة وليد نمر "أبو علي إياد"، وأصبح مقره في مدينة درعا جنوب سوريا، وشاركه برئاسة جهاز الأمن زكريا عبد الرحيم. وبعد ظهور الشكل الأولي لجهاز الأمن لحركة فتح تم إنشاء مفوضية الرصد الثوري برئاسة أبو اياد وهاني الحسن نائباً له. وأصبح الجهاز بمثابة جهاز أمني مركزي منذ عام 1969، وبرز كقوة شبه مستقلة انتسب فيها فلسطينيين وأردنيين وحوالي 600 فدائي.

## مهامه
مارس الجهاز مهمة الأمن الهجومي والأمن الوقائي من خلال مكتب مركزي أقيم في العاصمة عمان في منطقة جبل الحسين من خلال تواصله مع ضباط بالجيش الأردني ودوائر أمنية أخرى. عزز صلاح خلف عمل الجهاز بعد صدامات شباط عام 1970 وتلقى معلومات عن تحضيرات الجيش الأردني للهجوم على الفدائيين، ولكن ذلك لم يمنع من خروج المقاومة من الأردن عام 1971.

## دوره
كان له دور في دعم جناح الجبهة الشعبية لتحرير فلسطين عبر تزويده بالمؤن والأسلحة والأموال بدعم مباشر من صلاح جديد في سوريا وضافي الجمعاني أمين سر الصاعقة والذي نتج عنه ظهور الجبهة الديمقراطية لتحرير فلسطين بزعامة نايف حواتمة. وأقاموا قواعد ثورية على التلال المحيطة بعمان عام 1968 بمساعدة علي حسن سلامة وموسى عرفات والحاج إسماعيل أبو جبر.
في عام 1968 تم دعوة ياسر عرفات وصلاح خلف وفاروق القدومي لمقابلة الرئيس جمال عبد الناصر لبحث مسألة التعاون العملي مع رئيس الاستخبارات المصرية محمد صادق ووزير الدفاع ورئيس الاستخبارات العامة امين هويدي. وتولى ترتيب الإتصالات واللقاء محمد حسنين هيكل. واستفادت مصر من المعلومات التي كانت تُجمع عن اسرائيل والتي وردتها من حركة فتح عبر العملاء المزدوجين في الاستخبارات الأردنية أيضاً. وظَل الإرتباط المصري الفلسطيني على تواصل يومي من خلال ملحقين بالسفارة المصرية في الأردن هما إبراهيم الدخاخنة ومحمد عبد السلام، وحمدي يوسف في دمشق. واستطاع الجهاز تجنيد الكثير من ضباط الجيش الأردني.

## معكسره
تم إقامة أول معسكر للتدريب العسكري والأمني بداية عام 1969 في منطقة السخنة بمدينة الزرقاء الأردنية وتخرج منه ثوار من مختلف دول العالم، وتم قصفه من قبل القوات الإسرائيلية في 25 آب 1969. وترأسه العديد من الشخصيات مثل: رشاد الكاسر، نزيه ضبان وأحمد أبو ستة. ودرب فيه مدربون فلسطينيون تخرجوا من العراق ومصر والجزائر وكوبا وضباط أردنيين ،وفي أحداث أيلول عام 1970 تم انهاء المعسكر.

## هيكليته
ارتبط الجهاز مع إقليم حركة فتح بالأردن عبر سميح أبو كويك "قدري" وقائد الميليشا في فتح الأردن "أبو داوود" وضم الأقسام التالية:
- أمن الأقاليم.
- الأمن الداخلي في البلد.
- مركز المعلومات والتوثيق.
- قسم التحقيق.
- قسم البحث أو التجسس العلمي.
- قسم التدريب وإعداد الوحدات الخاصة.

## إنجازاته
كان لجهاز الرصد الثوري إنجازات عدة منها:
- إقامة علاقات وطيدة وتعاون مع مصر وسوريا ودول أخرى.
- غربلة العناصر المنتمية حديثاً للتنظيم.
- الاستطلاع قبل العمليات العسكرية.
- تنفيذ عمليات ضد أهداف إسرائيلية مثل قتل ضابط الاستخبارات الإسرائيلي في أريحا والحاكم العسكري عام 1968.
- قصف بيت ليفي إشكول عام 1969.
- بناء خلايا داخل الجيش العربي الأردني.
- حماية المدنيين الأجانب الذين أطلق سراحهم في عمليات الإختطاف.
- المشاركة في كافة المعارك التي خاضتها الثورة الفلسطينية.

## نهايته
تعرض صلاح خلف في مؤتمر حركة فتح عام 1971 لنقد شديد بشأن حديثه الإستعطافي للأردن بعد اعتقاله في أحداث أيلول 1970 واتهموا الجهاز بالفشل بالتنبؤ بحجم الهجوم الأردني، إلا ان صلاح خلف وَضح انهم قدموا معلومات دقيقة حول الخطط الأردنية للهجوم وأن العراق لن يتدخل لمصلحة الفدائيين وأن الخلل يكمن في تجاهل القادة للمعلومات. وهاجم صلاح خلف ياسر عرفات بسبب تفويضه السلطة السياسية لمنظمة التحرير الفلسطينية والاستيلاء على دوائرها منذ 1969، وتم تنحيته عن قيادة الجهاز. ووجهت حملة كبيرة ضد الجهاز وأتهم أبو حسن سلامة بالتقصير وفقد عضويته بالمجلس الثوري على إثر ذلك، وقام ياسر عرفات بحل الجهاز عملياً. وعانى الجهاز أيضاً من الإختراقات الأمنية الإسرائيلية عبر سميح الهولندي.